# Jean-François Ehrmann
Jean-François Ehrmann, né le 12 mars 1757 à Strasbourg, mort le 24 septembre 1839 dans  la même ville, est un homme politique de la Révolution française.

## Biographie
En septembre 1792, alors qu'il est juge au tribunal de Strasbourg, Jean-François Ehrmann est élu député suppléant du département du Bas-Rhin, le premier sur quatre, à la Convention nationale. Il est admis à siéger à la faveur de la démission de Jean Bertrand. 
Il siège sur les bancs de la Plaine. Lors du procès de Louis XVI, il ne participe pas aux scrutins, « absent par maladie ». Le 13 avril 1793, il est absent lors du scrutin sur la mise en accusation de Jean-Paul Marat. Il écrit à la Convention deux jours plus tard pour se justifier de son absence, pour maladie, et pour dénoncer la mise en accusation. En mai de la même année, il est également absent lors du scrutin sur le rétablissement de la Commission des Douze.
Ehrmann est envoyé en mission par ses collègues aux armées du Rhin-et-Moselle : il y est à l'époque de l'évacuation de Saarbruck, et c'est lui qui annonce cette nouvelle à l'Assemblée. Il participe assez activement aux délibérations, vote, en 1793, pour l'établissement d'un « petit tribunal sans-culotte qui jugerait gratuitement les procès au-dessous de 50 livres »; parle, en l'an II, sur l'École normale, sur le Code civil, discute les amendements présentés par Cambon au sujet de l'exportation du numéraire, et intervient encore dans les débats relatifs aux attributions du Comité de salut public, à la Déclaration des droits, à l'organisation du pouvoir judiciaire. Député du Bas-Rhin au Conseil des Cinq-Cents (23 vendémiaire an IV), avec 112 voix sur 134 votants, il sollicite, en 1797, une loi sur les sépultures, se prononce contre l'impôt du tabac, et, très préoccupé des questions d'enseignement, prend plusieurs fois la parole sur ces matières, ainsi que sur diverses affaires d'administration et de finances. Ehrmann termine sa carrière législative au mois de mai 1798. Nommé juge au tribunal d'appel de Colmar après le coup d'État du 18 brumaire, il prend le titre de conseiller à la cour impériale (même siège) lors de la réorganisation des cours et tribunaux (10 juin 1811), et remplit ces fonctions jusqu'en 1816, époque où le gouvernement de la Restauration le destitue.

## Mandats
- 08/09/1792 - 26/10/1795  : Bas-Rhin - Centre gauche
- 15/10/1795 - 15/05/1798  : Bas-Rhin - Modérés

## Travaux législatifs
- Recueil des actes du Comité de salut public, avec la correspondance officielle des représentants en mission et le registre du conseil exécutif provisoire. Tome 5 Mission d’Ehrmann à l’armée de la Moselle
- Opinion de Jean-François Ehrmann, député par le département du Pas-de-Calais, sur le rapport et projet de résolution pour les écoles spéciales de médecine, présentés, au nom d'une commission spéciale, par L. Vitet, le 17 ventôse an 6, Séance du 14 germinal an 6

## Sources
- Dictionnaire des parlementaires français par Adolphe Robert, Edgar Bourloton et Gaston Cougny, tome 2, Cay-Fes, Bourloton éditeur, Paris, 1890.